# Góry Wierchojańskie
Góry Wierchojańskie (ros. Верхоянский хребет) – łańcuch górski w azjatyckiej części Rosji, w Jakucji. Ciągnie się wygiętym łukiem od Morza Łaptiewów na północnym zachodzie po rzekę Tompo na południowym wschodzie i rzekę Ałdan na południu. Od zachodu ogranicza go dolina rzeki Lena, a od wschodu Wyżyna Jańsko-Ojmiakońska i dolina rzeki Jana oddzielające Góry Wierchojańskie od Gór Czerskiego. 
Góry Wierchojańskie ciągną się na długości około 1200 km, a ich szerokość wynosi od 100 do 250 km. Najwyższy szczyt (bez nazwy) ma wysokość 2389 m n.p.m. i znajduje się w paśmie Orułgan.

## Geografia i geologia
Góry zbudowane są głównie z prekambryjskich skał metamorficznych i mezozoicznych oraz paleozoicznych skał osadowych i magmowych, miejscami poprzecinanych intruzjami granitów i diabazów. Szczyty są skaliste i ostre z niewielkimi lodowcami. Występują tu znaczne złoża węgla kamiennego (nie eksploatowane) oraz złota i cyny. 
Góry Wierchojańskie dzielą się na kilkadziesiąt pasm. Licząc od północy są to m.in. pasma: Charaułachskij chriebiet, Primorskij chriebiet, Tuora-Sis, Dżardżanskij chriebiet, Sijetindienskij chriebiet, Orułgan, Kułar, Byranda chriebiet, Tagyndżynskij chriebiet, Kuturginskij chriebiet, Ketlerskij chriebiet i Pasmo Skaliste. 
Południowo-wschodnim przedłużeniem Gór Wierchojańskich jest pasmo Suntar-Chajata, a południowym pasma Sette-Daban i Ułachan-Bom.
Góry stanowią dział wodny między dorzeczami Leny, Jany i Indygirki. Doliny rzek spływających ze stoków gór są głębokie i noszą ślady działalności lodowców. 

## Przyroda
W dolnych partiach rzadkie lasy liściaste, od wysokości 800–1200 m zarośla olchy, sosny syberyjskiej, tundra górska, a jeszcze wyżej arktyczna pustynia i lodowce (łączna powierzchnia 23 km²). W dolinach występuje sosna, brzoza, topola.

## Klimat
Klimat umiarkowany chłodny, skrajnie kontynentalny. Na północy subpolarny. W czasie długich zim często występuje inwersja temperatury, szczególnie w głębokich dolinach i na przedgórzach. Średnia temperatura stycznia wynosi minus 36–38 °C, przez co (pomimo zimowej inwersji temperatury) jest to najzimniejszy obszar górski Ziemi. Lato krótkie, w dolinach względnie ciepłe (średnia temperatura lipca 12–14 °C). Opady do 600 mm rocznie. W dolinach Gór Wierchojańskich zmierzono najniższe temperatury na półkuli północnej: 
- Wierchojańsk –67,8 °C
- Ojmiakon –71,2 °C
- Tomtor –72,2 °C[7]